# 布拉谢
布拉谢（法語：Brachay，法語發音：[bʁaʃɛ]）是法国上马恩省的一个市镇，属于圣迪济耶区。

## 地理
布拉谢（48°22'34"N, 5°1'41"E）面积7.4 平方千米，位于法国大東部大區上马恩省，该省份为法国东北部内陆省份，北起马恩省和默兹省，西接奥布省，西南接科多尔省，东南接上索恩省，东临孚日省。
与布拉谢接壤的市镇（或旧市镇、城区）包括：费里耶尔和拉福利、弗拉姆雷库尔、马通、布莱库尔、沙尔姆昂朗格勒、大沙尔姆。

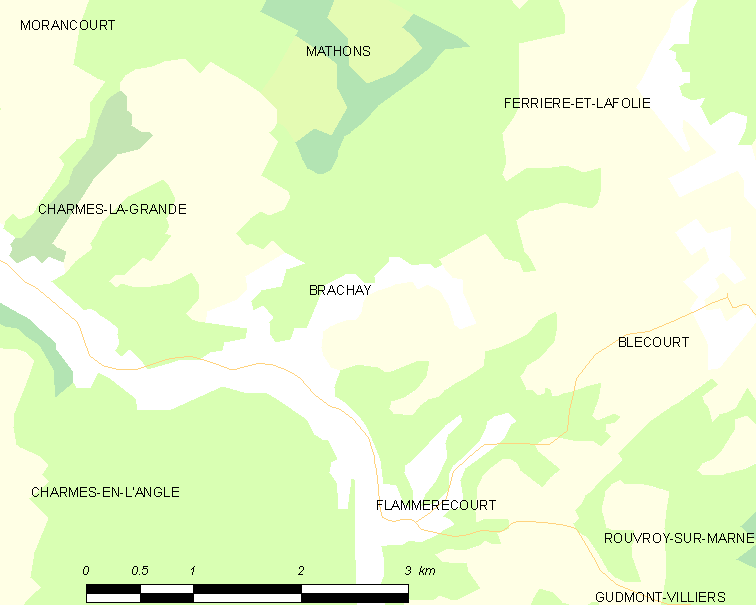
布拉谢的OSM定位图

布拉谢的时区为UTC+01:00、UTC+02:00（夏令时）。

## 行政
布拉谢的邮政编码为52110，INSEE市镇编码为52066。

## 政治
布拉谢所属的省级选区为茹安维尔县。

## 人口

1962-2008年间布拉谢人口变化图示

布拉谢于2022年1月1日时的人口数量为62人。